# Йозеф Франц Антон фон Ауершперг
Йозеф Франц Антон фон Ауершперг (на немски: Joseph Franz Anton von Auersperg; * 31 януари 1734, Виена; † 21 август 1795, Пасау) е граф на Ауершперг, австрийски епископ на Лавант (1760 – 1772), епископ на Гурк в Каринтия (1772 – 1783), кардинал, княжески епископ на Пасау (1784 – 1795).

## Биография
Той е син на княз Хайнрих Йозеф фон Ауершперг (1697 – 1783) и втората му съпруга графиня Мария Франциска Траутзон фон Фалкенщайн (1708 – 1761), дъщеря на 1. княз Йохан Леополд Траутзон фон Фалкенщайн (1659 – 1724) и графиня Мария Терезия Унгнадин фон Вайсенволф (1678 – 1741). Полубрат е на князете Карл Йозеф Антон (1720 – 1800) и Йохан Адам Йозеф (1721 – 1795).
Йозеф Франц Антон става през 1757 г. свещеник в Пасау. През 1763 г., на 28-годишна възраст, става епископ на Лавант и на 20 май 1763 г. в Залцбург е помазан за епископ. От 22 май 1763 г. е епископ на Лавант, Словения, и се отказва на 4 януари 1764 г. На 18 октомври 1772 г., на 38 години, е избран за епископ на Гурк в Австрия и е помазан на 31 януари 1773 г. На 19 май 1783 г., на 49 години, е избран за епископ на Пасау, Германия, помазан е на 25 юни 1784 г. На 30 март 1789 г., на 55 години, става кардинал.
С помощта на брат му граф Йохан фон Ауершперг, когото той прави „генерал-викар“, през следващите години Йозеф Франц Антон прави решителни реформи. Той поддържа грижите за болните и бедните и забранява с глоба просенето по улиците. На 30 март 1789 г. папа Пий VI го прави кардинал.
При Ауершперг в Пасау се създават дворцов театър, училища, болници, улици и мостове. За себе си той строи лятната резиденция „дворец Фройденхайн“ с голям парк.
Йозеф Франц Антон умира ненадейно на 61 години във вилата си в „Холендердьорферл“, едно изкуствено село в парка. Погребан е в гробницата на катедралата в Пасау.

## Галерия
- Гербът на княжеския епископ в държавния театър в Пасау
- Гробното място на княжеския епископ Ауершперг в Пасау